# Hunt’s Gill Beck
Der Hunt’s Gill Beck ist ein kleiner Fluss in Lancashire, England. Der Fluss entsteht auf dem White Moss am Forest of Bowland und fließt in nördlicher Richtung, bis er südlich von Wray in den River Roeburn mündet.